# Altolamprologus compressiceps
Altolamprologus compressiceps е вид лъчеперка от семейство Цихлиди (Cichlidae). Видът е незастрашен от изчезване.

## Разпространение
Разпространен е в Бурунди, Демократична република Конго, Замбия и Танзания.

## Описание
На дължина достигат до 12,3 cm.